# Dotbooks
Der Verlag dotbooks ist ein 2012 gegründeter deutscher Verlag für E-Books mit Sitz in München, der populäre Unterhaltung aller Genres publiziert. Das Verlagskonzept von dotbooks zielt nach eigener Darstellung darauf ab, langjährige Verlagserfahrung mit den Herausforderungen des modernen digitalen Publizierens zu verbinden.

## Geschichte und Programm
Der Verlag dotbooks wurde im Februar 2012 gegründet und ging im Juli 2012 mit 37 Titeln online. dotbooks ist einer der ersten deutschen E-Book-Verlage. Neben Beate Kuckertz (Verlagsleitung) und Timothy Sonderhüsken (Programmleitung) hat der Verlag sechs weitere Mitarbeiter in Lektorat, Marketing und Vertrieb.
dotbooks umfasst das programmatische Spektrum eines großen Publikumsverlags: verlegt werden die Genres allgemeine Belletristik, darunter Zeitgenössisches, Historisches sowie Fantasy, Krimis und Regionalspannung, Kurzgeschichten, Spaßbücher, Erotik, Kinder- und Jugendbücher sowie Sachbücher mit allgemeinen und spirituellen Themen. Das Programm von dotbooks umfasste im Mai 2013 über 300 Titel. Der Verlag publiziert monatlich etwa 20 weitere Titel.
Neben der klassischen Autorenakquise über Literaturagenturen gibt es bei dotbooks auch die Möglichkeit, sich als Autor mit einem Exposé über die Verlagshomepage direkt an den Verlag zu wenden. Vermehrt nutzen Autoren als Kommunikationskanal soziale Medien. Über diese Kanäle akquiriert der Verlag auch aktiv Autoren.
Zu den Autoren von dotbooks zählen unter anderem Gabriella Engelmann, Sandra Henke, Tanja Kinkel, Hera Lind, Harry Luck, Jochen Till und Nadine Petersen.

## Technik und Vertrieb
dotbooks unterstützt alle wichtigen Formate des E-Publishings, so EPUB, Kindle AZW und Mobipocket. So sind die Bücher von dotbooks auf allen gängigen Lesegeräten, Tablet-Computern und Smartphones (Android, iOS) lesbar.
Der Vertrieb der E-Books von dotbooks erfolgt online direkt über die Website des Verlages oder aber über Vertriebspartner wie die Medienbörse iTunes, über den Kindleshop von Amazon, sowie über etwa 100 weitere angeschlossene Online-Buchshops.